# Hillsborough (Californie)
Pour les articles homonymes, voir Hillsborough.
Hillsborough est une localité du comté de San Mateo en Californie, aux États-Unis.

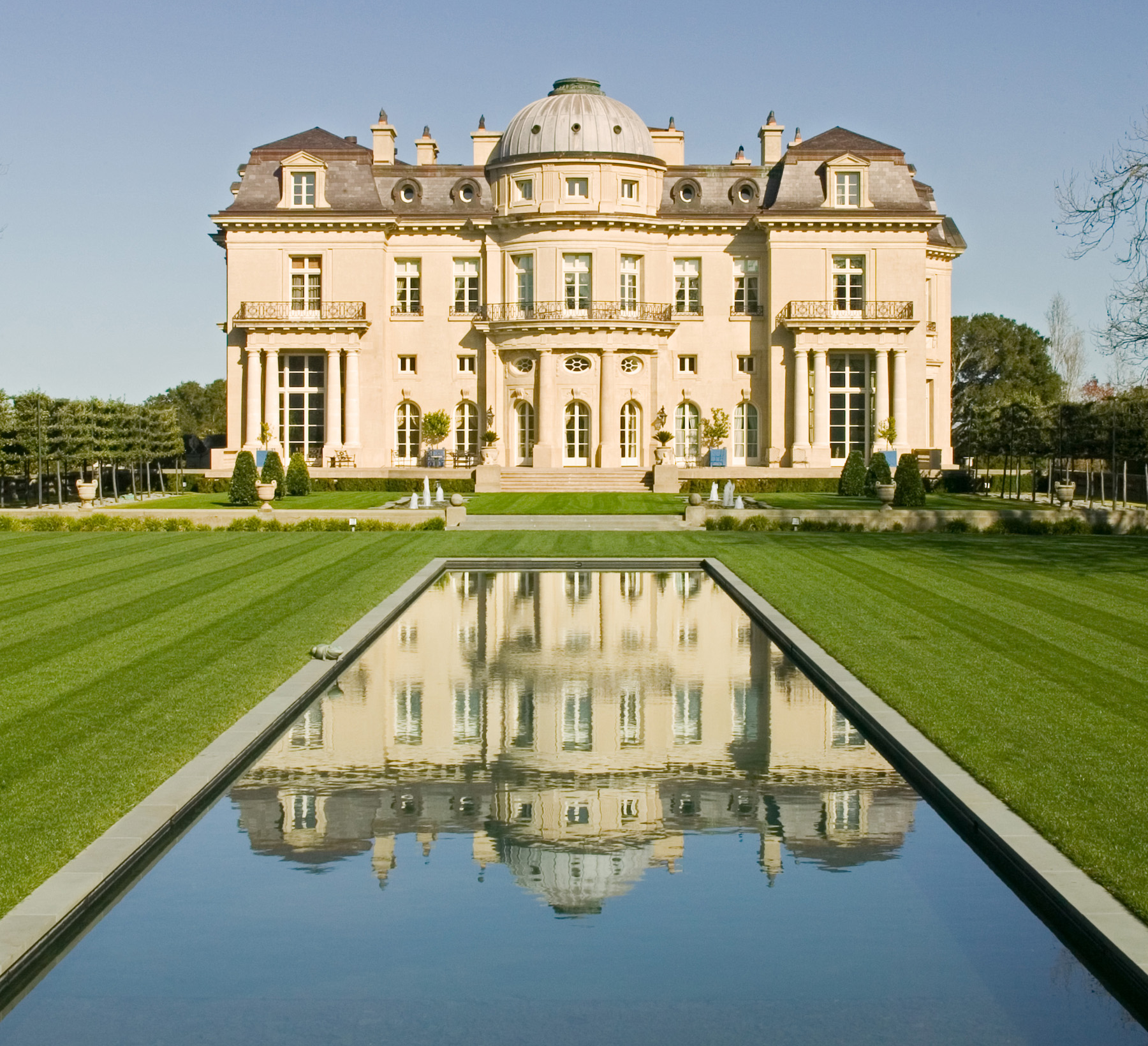
Chateau Carolands

## Démographie
| 1920 | 1930  | 1940  | 1950  | 1960  | 1970  |
| ---- | ----- | ----- | ----- | ----- | ----- |
| 931  | 1 891 | 2 747 | 3 552 | 7 554 | 8 753 |

| 1980   | 1990   | 2000   | 2010   | - | - |
| ------ | ------ | ------ | ------ | - | - |
| 10 372 | 10 667 | 10 825 | 10 825 | - | - |